# 美和村 (山口県)
美和村（みわそん）は、山口県玖珂郡にあった村。現在の岩国市美和町の西半にあたる。

## 地理
- 山岳：上田山、羅漢山、二代木山
- 河川：小郷川

## 歴史
- 1955年（昭和30年）4月1日 - 秋中村・賀見畑村が合併して発足。
- 1956年（昭和31年）9月30日 - 坂上村と合併して美和町が発足。同日美和村廃止。